# École nationale supérieure des mines de Paris
L'École nationale supérieure des mines de Paris, chiamata anche Mines Paris - PSL o più tradizionalmente École des mines de Paris,  o semplicemente les Mines è una scuola d'ingegneria autorizzata a conferire i titoli accademici in ingegneria. Storicamente, è la più antica scuola di ingegneria mineraria della Francia.

## Storia

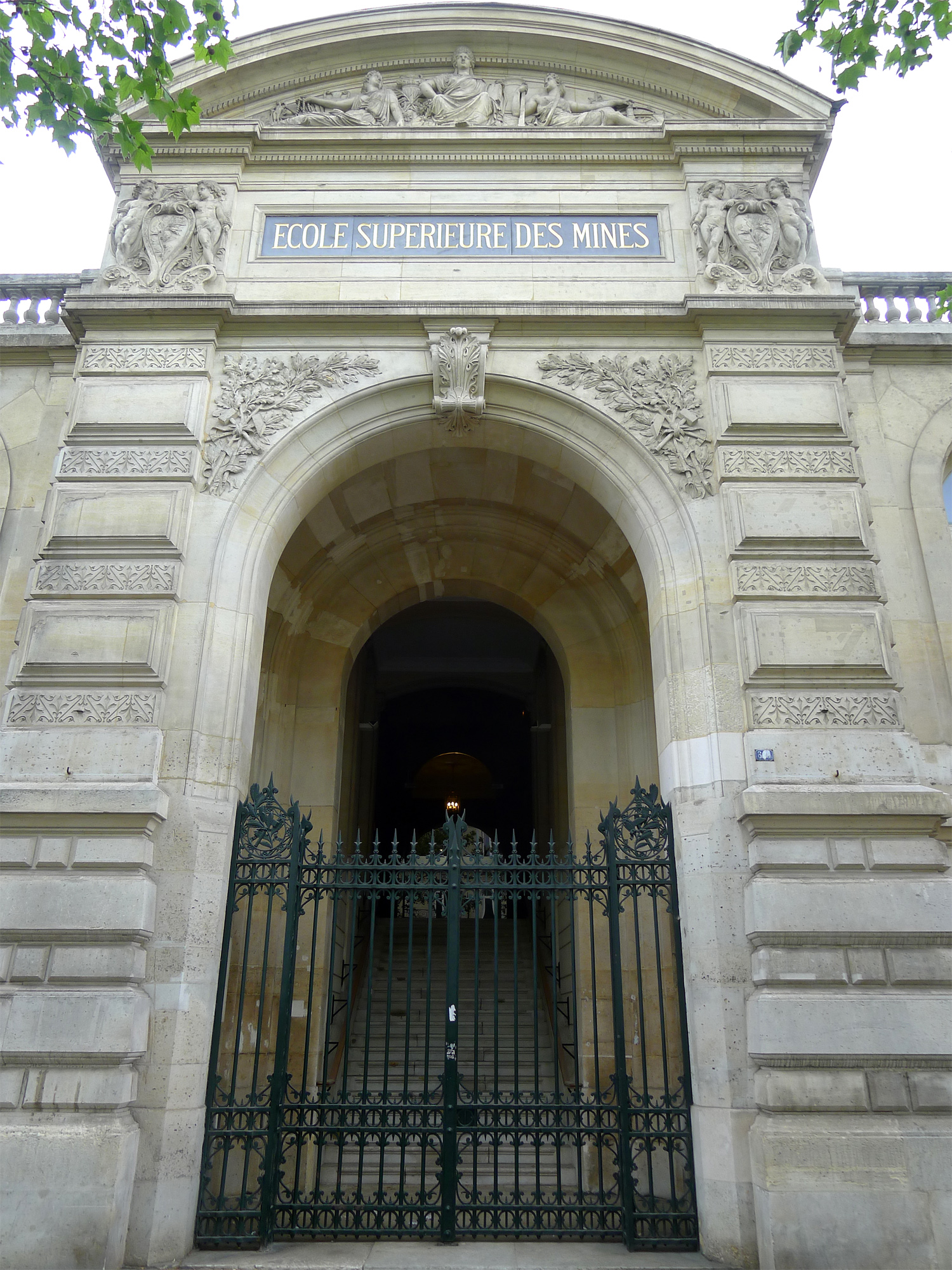
École nationale supérieure des mines de Paris

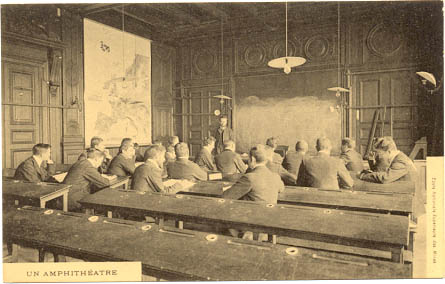
Una lezione nell'Ottocento

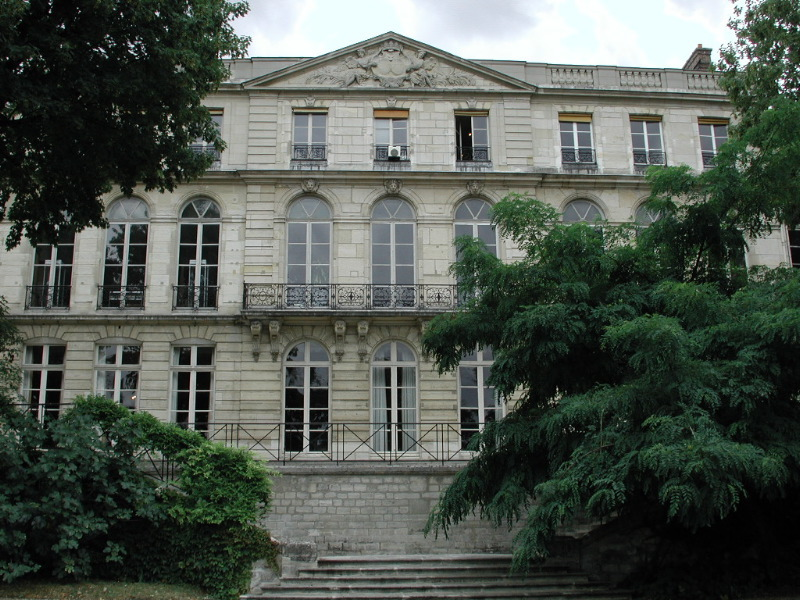
L'Hôtel de Vendôme, sede dell'École des mines

Fondata per decreto del Conseil du Roi del 19 marzo 1783, la prima école des mines ebbe sede nell'hôtel de la Monnaie di Parigi. Essa aveva come scopo quello di preparare dei "direttori intelligenti" per le miniere del regno di Francia. Perciò è una delle più antiche scuole d'ingegneria francesi.
All'epoca della fondazione dell'école des mines l'attività mineraria era insieme un settore d'avanguardia e un ambito di rilevanza strategica, in cui si affrontavano problemi di tipo molto diverso, dalla geofisica all'ingegneria chimica, passando per la sicurezza delle miniere, la gestione economica delle risorse naturali, la strategia geopolitica.
La scuola fu soppressa nel 1791 durante la tormenta rivoluzionaria, ma fu presto ricostituita per delibera del Comitato di salute pubblica il 13 messidoro dell'anno II (1794); fu successivamente trasferita a Peisey-Nancroix, in Savoia, a quell'epoca francese, in forza della decisione dei consoli del 23 piovoso dell'anno X (1802).
Dopo la caduta di napoleone e la Restaurazione, la scuola fu definitivamente riaperta a Parigi, con ordinanza del 6 dicembre 1816, assegnandole come sede l'Hôtel de Vendôme, sul lato del jardin du Luxembourg, dove si trova ancora oggi.

## Organizzazione
L'École des mines di Parigi è un ente pubblico dipendente dal Ministero dell'Economia e delle Finanze ed il cui compito è quello di formare degli ingegneri particolarmente preparati destinati in special modo al campo dell'energia e delle matrie prime, nonché di alti funzionari.
L'istituto è una delle grandes écoles, fa parte del polo universitario ParisTech, nonché dell'Université de recherche Paris-Sciences-et-Lettres.
Gli studenti e i professori dell'École des mines sono tradizionalmente chiamati Mineurs.
La sede principale si trova al 60 del Boulevard Saint-Michel a Parigi. Nel 1967 sono stati inaugurati i campus di Fontainebleau e di Évry, e nel 1976 anche quello nel parco tecnologico di Sophia-Antipolis.

## Didattica
Si possono raggiungere i seguenti diplomi: 
- Ingénieur Mines ParisTech (Mines ParisTech Graduate ingegnere Master)
- Laurea magistrale, master ricerca & doctorat (PhD studi di dottorato)
- Laurea specialistica, master specializzati (Mastère MS Spécialisé)
- MOOC[9].

## Centri di ricerca
La ricerca alla Mines ParisTech è organizzata attorno a 5 poli tematici
- Scienze della Terra e Ambiente
- Energia e processi
- Meccanica e Materiali
- Matematica e Sistemi
- Economia, gestione e società